# Motomondiale 1997
La stagione 1997 è stata la quarantanovesima del motomondiale; nel calendario non furono introdotte novità, le prove restarono sempre 15 come l'anno precedente. La novità più importante fu che da questa edizione del motomondiale i sidecar vennero esclusi dal Motomondiale e corsero un campionato separato, per poi venire abbinati alle gare del campionato mondiale Superbike dall'edizione 1999 dello stesso.

## Il contesto
Per quanto riguarda i regolamenti tecnici non furono introdotte novità di rilievo; molte furono invece le novità nel calendario dei gran premi. Le trasferte asiatiche iniziali del campionato diventarono solo due, con lo spostamento del Gran Premio motociclistico dell'Indonesia a fine stagione, poco distante da quello d'Australia. Venne modificata anche la parte centrale del calendario che, per molti anni, aveva previsto una serie ininterrotta di prove in Europa: in quest'occasione le 10 prove europee furono intramezzate da una trasferta in Sudamerica per l'effettuazione del Gran Premio motociclistico del Brasile.
Quarto mondiale consecutivo per Michael Doohan e la Honda in 500: il pilota australiano riuscì a superare il record di vittorie in una stagione di Giacomo Agostini (dodici vittorie sulle quindici gare disputate). Suzuki e Yamaha non erano in grado di tornare ai livelli dei primi anni '90, mentre l'Aprilia decise di ritirarsi dalla classe, nonostante il decimo posto di Doriano Romboni in classifica.
Nella classe 250, Max Biaggi si confermò iridato nonostante il cambio di moto (dalla Aprilia alla Honda), dovuto a incomprensioni con il costruttore italiano ed anche alla possibilità offertagli dal team Kanemoto di andare l'anno successivo in 500.
Nella ottavo di litro, schiacciante vittoria di Valentino Rossi, che distaccò il secondo Ueda di quasi cento punti.

## Il calendario
| Data Resoconto         | Gran Premio (Circuito)               | Vincitori       | Vincitori      | Vincitori      | Vincitori | Vincitori | Vincitori |
| Data Resoconto         | Gran Premio (Circuito)               | classe 125      | classe 250     | classe 500     |           |           |           |
| 13 aprile Resoconto    | GP della Malesia (Shah Alam)         | Valentino Rossi | Max Biaggi     | Michael Doohan |           |           |           |
| 20 aprile Resoconto    | GP del Giappone (Suzuka)             | Noboru Ueda     | Daijirō Katō   | Michael Doohan |           |           |           |
| 4 maggio Resoconto     | GP di Spagna (Jerez)                 | Valentino Rossi | Ralf Waldmann  | Àlex Crivillé  |           |           |           |
| 18 maggio Resoconto    | GP d'Italia (Mugello)                | Valentino Rossi | Max Biaggi     | Michael Doohan |           |           |           |
| 1º giugno Resoconto    | GP d'Austria (A1-Ring)               | Noboru Ueda     | Olivier Jacque | Michael Doohan |           |           |           |
| 8 giugno Resoconto     | GP di Francia (Paul Ricard)          | Valentino Rossi | Tetsuya Harada | Michael Doohan |           |           |           |
| 28 giugno Resoconto    | GP d'Olanda (Assen)                  | Valentino Rossi | Tetsuya Harada | Michael Doohan |           |           |           |
| 6 luglio Resoconto     | GP Città di Imola (Imola)            | Valentino Rossi | Max Biaggi     | Michael Doohan |           |           |           |
| 20 luglio Resoconto    | GP di Germania (Nürburgring)         | Valentino Rossi | Tetsuya Harada | Michael Doohan |           |           |           |
| 3 agosto Resoconto     | GP del Brasile (Jacarepaguá)         | Valentino Rossi | Olivier Jacque | Michael Doohan |           |           |           |
| 17 agosto Resoconto    | GP di Gran Bretagna (Donington Park) | Valentino Rossi | Ralf Waldmann  | Michael Doohan |           |           |           |
| 31 agosto Resoconto    | GP della Repubblica Ceca (Brno)      | Noboru Ueda     | Max Biaggi     | Michael Doohan |           |           |           |
| 14 settembre Resoconto | GP di Catalogna (Catalunya)          | Valentino Rossi | Ralf Waldmann  | Michael Doohan |           |           |           |
| 28 settembre Resoconto | GP dell'Indonesia (Sentul)           | Valentino Rossi | Max Biaggi     | Tadayuki Okada |           |           |           |
| 5 ottobre Resoconto    | GP d'Australia (Phillip Island)      | Noboru Ueda     | Ralf Waldmann  | Àlex Crivillé  |           |           |           |

## Sistema di punteggio e legenda
| Pos.  | 1  | 2  | 3  | 4  | 5  | 6  | 7 | 8 | 9 | 10 | 11 | 12 | 13 | 14 | 15 | 16 > |
| ----- | -- | -- | -- | -- | -- | -- | - | - | - | -- | -- | -- | -- | -- | -- | ---- |
| Punti | 25 | 20 | 16 | 13 | 11 | 10 | 9 | 8 | 7 | 6  | 5  | 4  | 3  | 2  | 1  | 0    |

## Le classi

### Classe 500

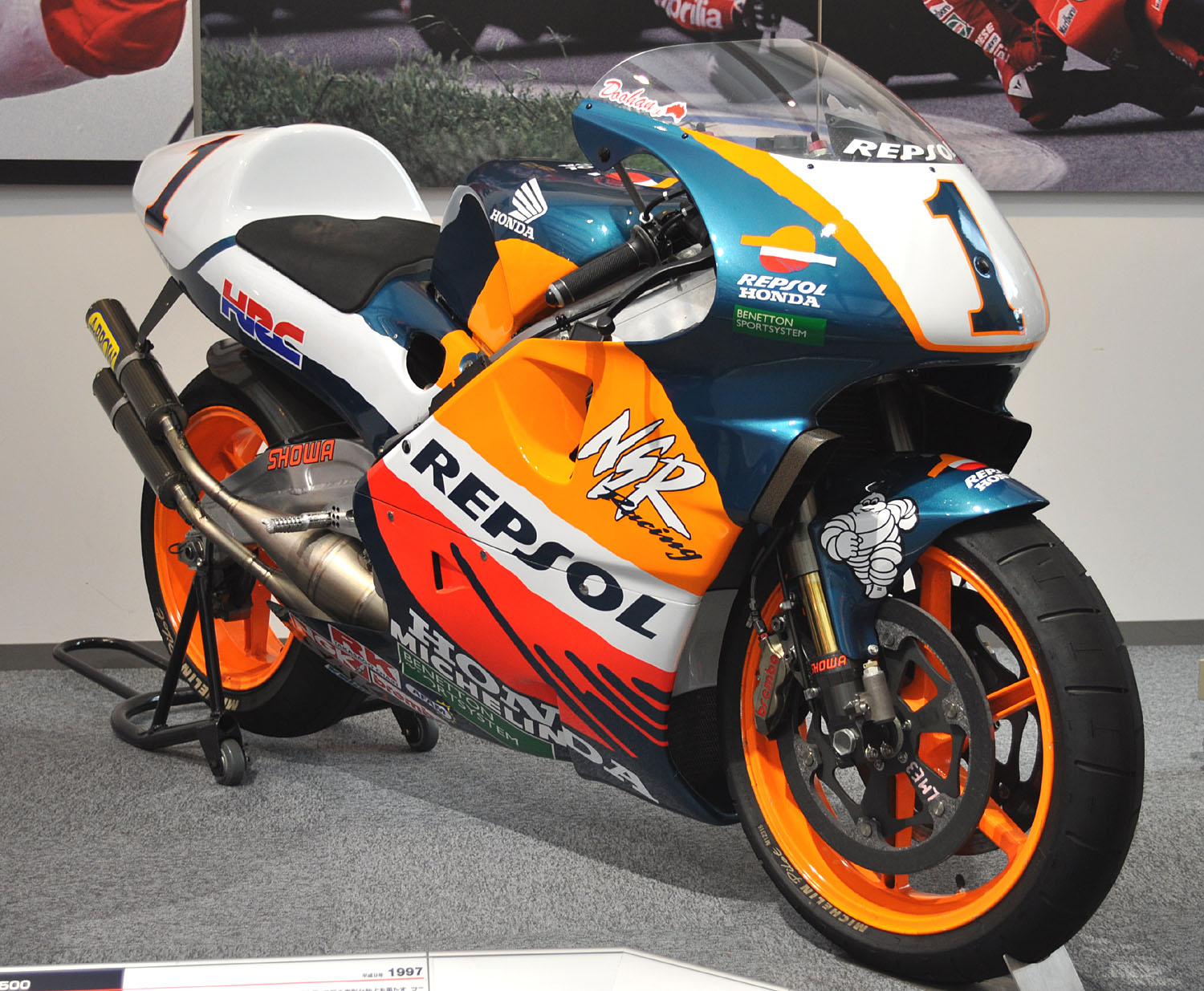
La Honda NSR 500 del team Repsol Honda, vincitrice del titolo mondiale con Doohan.

La stagione della classe 500 fu un dominio assoluto della Honda e dei piloti equipaggiati dalla NSR 500 che occuparono le prime 5 posizioni in classifica. Oltre alle dodici vittorie ottenute da Michael Doohan, anche le restanti tre furono appannaggio della casa motociclistica giapponese, 2 con Àlex Crivillé e l'ultima con Tadayuki Okada.
Il dominio del pilota australiano fu così netto che riuscì a festeggiare la conferma matematica del titolo già nel Gran Premio motociclistico di Gran Bretagna con 5 gare di anticipo.
L'unica novità tra le case presenti fu rappresentata dalla Modenas che presentava la KR V3, un modello progettato dal team che faceva capo all'ex campione del mondo Kenny Roberts e guidata da suo figlio Kenny Jr e da Jean-Michel Bayle.
Al 3º e al 5º posto nella classifica generale si piazzarono due dei fratelli Aoki, Nobuatsu e Takuma; il terzo dei fratelli, Haruchika si piazzò invece all'ottavo posto in 250.
In occasione del Gp della Repubblica Ceca solo 14 piloti giunsero al traguardo, di conseguenza non vennero assegnati tutti i punti disponibili.

Classifica piloti (prime 5 posizioni)
| Pos. | Pilota         | Moto  |    |   |   |     |   |     |     |   |   |   |    |     |   |   |     | P.ti |
| ---- | -------------- | ----- | -- | - | - | --- | - | --- | --- | - | - | - | -- | --- | - | - | --- | ---- |
| 1    | Michael Doohan | Honda | 1  | 1 | 2 | 1   | 1 | 1   | 1   | 1 | 1 | 1 | 1  | 1   | 1 | 2 | Rit | 340  |
| 2    | Tadayuki Okada | Honda | 10 | 3 | 3 | Rit | 2 | 3   | 12  | 5 | 2 | 2 | 2  | Rit | 6 | 1 | 4   | 197  |
| 3    | Nobuatsu Aoki  | Honda | 3  | 5 | 5 | 3   | 4 | Rit | 4   | 2 | 4 | 4 | 4  | 3   | 5 | 4 | Rit | 179  |
| 4    | Álex Crivillé  | Honda | 2  | 2 | 1 | 4   | 5 | 4   | NP  |   |   |   |    | 4   | 3 | 3 | 1   | 172  |
| 5    | Takuma Aoki    | Honda | 5  | 4 | 4 | Rit |   | 5   | Rit | 3 | 3 |   | 10 | 6   | 7 | 7 | 2   | 134  |
| Pos. | Pilota         | Moto  |    |   |   |     |   |     |     |   |   |   |    |     |   |   |     | P.ti |

| Legenda                                                                        | 1º posto        | 2º posto        | 3º posto | A punti      | Senza punti        | Grassetto=Pole position Corsivo=Giro più veloce |
| Legenda                                                                        | Gara non valida | Non qualificato | Ritirato | Squalificato | "-" Dato non disp. | Grassetto=Pole position Corsivo=Giro più veloce |
| Fonte dei dati: motogp.com, racingmemo.free.fr, autosport.com, jumpingjack.nl. |                 |                 |          |              |                    |                                                 |

Classifica costruttori (prime 3 posizioni)
| Pos | Costruttore |     |    |    |   |   |    |    |    |   |    |   |    |    |    |   | P.ti |
| --- | ----------- | --- | -- | -- | - | - | -- | -- | -- | - | -- | - | -- | -- | -- | - | ---- |
| 1   | Honda       | 1   | 1  | 1  | 1 | 1 | 1  | 1  | 1  | 1 | 1  | 1 | 1  | 1  | 1  | 1 | 375  |
| 2   | Yamaha      | 4   | 7  | 7  | 2 | 3 | 7  | 10 | 6  | 7 | 3  | 5 | 2  | 4  | 5  | 3 | 188  |
| 3   | Suzuki      | Rit | 13 | 12 | 5 | 7 | 10 | 7  | 10 | 9 | 10 | 6 | 10 | 17 | 12 | 7 | 90   |
| Pos | Costruttore |     |    |    |   |   |    |    |    |   |    |   |    |    |    |   | P.ti |

### Classe 250

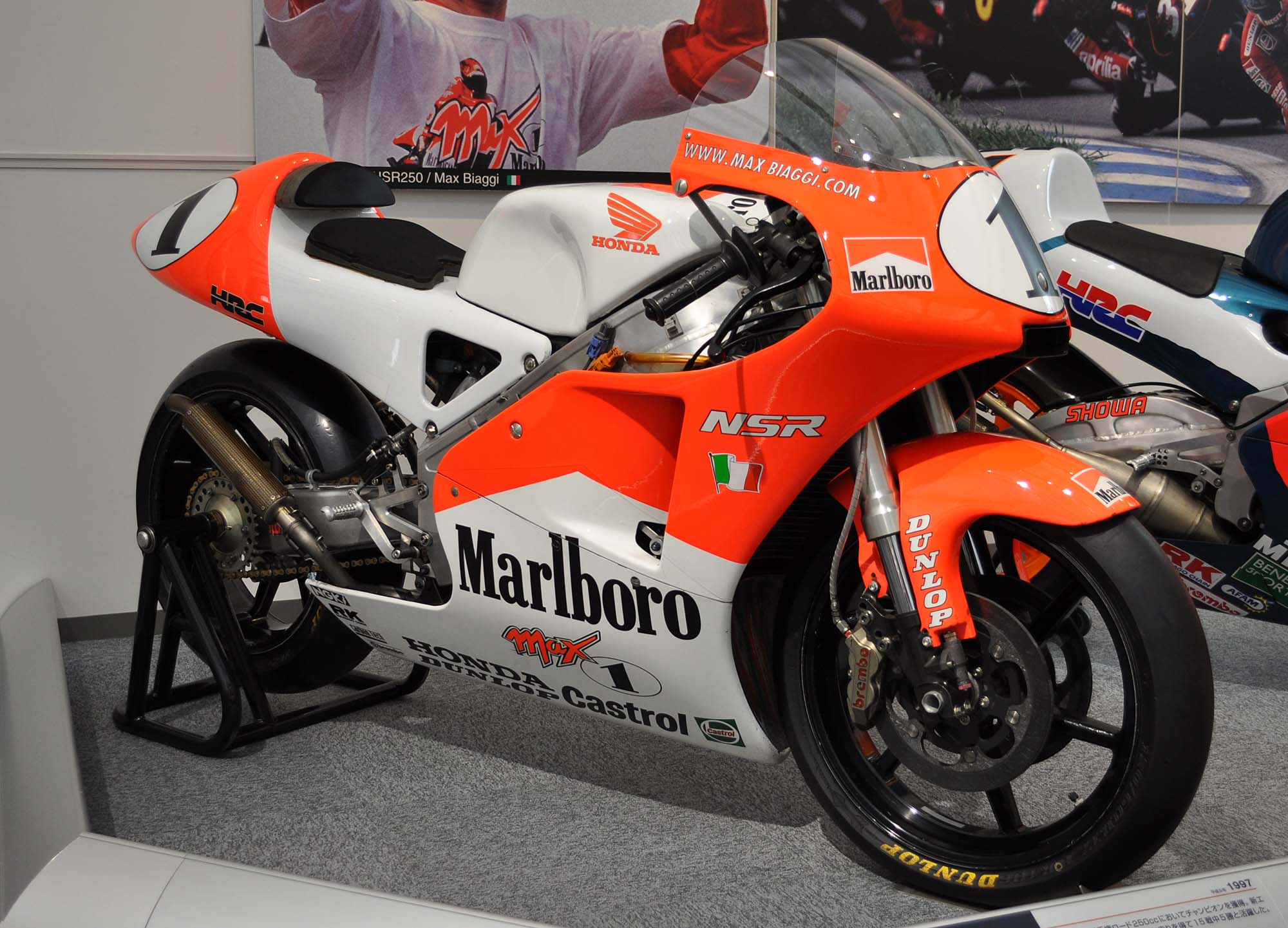
La Honda NSR250 del Marlboro Team Kanemoto, con la quale Biaggi vinse il titolo mondiale.

In 250 la lotta per il titolo iridato piloti fu molto aspra e combattuta sino al termine del campionato: ancora all'ultima prova erano tre i piloti in grado di aggiudicarsi il titolo, Max Biaggi e Ralf Waldmann in sella a Honda e Tetsuya Harada su Aprilia che terminarono infine in quest'ordine. Il titolo costruttori andò invece alla Honda.
Da rilevare il primo caso della storia del motomondiale in cui un pilota invitato grazie ad una wild card riuscì a vincere il gran premio relativo: si trattò di Daijirō Katō in occasione del GP del Giappone. Altro episodio particolare della stagione fu la squalifica comminata a Biaggi durante il GP d'Olanda con l'esposizione della bandiera nera in seguito alla mancata osservazione della penalizzazione di uno "stop and go" che gli era stata assegnata.

Classifica piloti (prime 5 posizioni)
| Pos. | Pilota         | Moto    |   |    |     |     |    |     |     |   |   |    |     |   |   |   |   | P.ti |
| ---- | -------------- | ------- | - | -- | --- | --- | -- | --- | --- | - | - | -- | --- | - | - | - | - | ---- |
| 1    | Max Biaggi     | Honda   | 1 | 7  | 3   | 1   | 3  | 2   | SQ  | 1 | 4 | 5  | Rit | 1 | 2 | 1 | 2 | 250  |
| 2    | Ralf Waldmann  | Honda   | 4 | 5  | 1   | 4   | 2  | 3   | 2   | 4 | 3 | 12 | 1   | 4 | 1 | 7 | 1 | 248  |
| 3    | Tetsuya Harada | Aprilia | 2 | 3  | 2   | Rit | 17 | 1   | 1   | 5 | 1 | 2  | 2   | 3 | 4 | 4 | 5 | 235  |
| 4    | Olivier Jacque | Honda   | 3 | NP | 7   | 5   | 1  | Rit | Rit | 2 | 2 | 1  | 4   | 2 | 6 | 3 | 3 | 201  |
| 5    | Tōru Ukawa     | Honda   | 6 | 2  | Rit | Rit | 5  | 5   | 4   | 3 | 6 | 3  | 5   | 5 | 3 | 2 | 8 | 173  |
| Pos. | Pilota         | Moto    |   |    |     |     |    |     |     |   |   |    |     |   |   |   |   | P.ti |

| Legenda                                                                        | 1º posto        | 2º posto        | 3º posto | A punti      | Senza punti        | Grassetto=Pole position Corsivo=Giro più veloce |
| Legenda                                                                        | Gara non valida | Non qualificato | Ritirato | Squalificato | "-" Dato non disp. | Grassetto=Pole position Corsivo=Giro più veloce |
| Fonte dei dati: motogp.com, racingmemo.free.fr, autosport.com, jumpingjack.nl. |                 |                 |          |              |                    |                                                 |

Classifica costruttori (prime 3 posizioni)
| Pos | Costruttore |     |   |   |     |   |     |   |     |    |   |   |   |   |   |   | P.ti |
| --- | ----------- | --- | - | - | --- | - | --- | - | --- | -- | - | - | - | - | - | - | ---- |
| 1   | Honda       | 1   | 1 | 1 | 1   | 1 | 2   | 2 | 1   | 2  | 1 | 1 | 1 | 1 | 1 | 1 | 360  |
| 2   | Aprilia     | 2   | 3 | 2 | 2   | 4 | 1   | 1 | 5   | 1  | 2 | 2 | 3 | 4 | 4 | 5 | 268  |
| 3   | TSR-Honda   | Rit | 4 | 4 | Rit | 7 | Rit | 6 | Rit | 13 | 8 | 6 | 6 | 7 | 5 | 4 | 109  |
| Pos | Costruttore |     |   |   |     |   |     |   |     |    |   |   |   |   |   |   | P.ti |

### Classe 125

Martínez e Rossi sul podio del GP d'Italia.

La stagione dell'ottavo di litro fu all'insegna di Valentino Rossi che si aggiudicò il titolo in sella ad una Aprilia tagliando il traguardo in prima posizione in 11 delle 15 occasioni; l'unico altro pilota ad aggiudicarsi dei gran premi fu il giapponese Noboru Ueda su una Honda. Ueda fu anche il primo dei quattro piloti giapponesi che si piazzarono alle spalle dell'italiano; di questi non faceva parte il detentore del titolo dell'anno precedente, Haruchika Aoki, che era nel frattempo passato a gareggiare nella categoria superiore.
Il titolo riservato ai costruttori fu appannaggio dell'Aprilia che precedette la Honda.
Per quanto non giunto al traguardo, da registrare l'esordio nel motomondiale di Marco Melandri che, nel GP della Repubblica Ceca e all'età di 15 anni e 23 giorni, batté il record di più giovane pilota in un gran premio, superando quello precedente del venezuelano Ivan Palazzese che l'aveva stabilito nel motomondiale 1977 con 15 anni e 77 giorni.
Al termine della stagione si registrò anche il ritiro dalle competizioni da parte di Jorge Martínez, specialista delle piccole cilindrate, vincitore di quattro titoli iridati e sesto in classifica generale in quest'ultimo anno di gare.

Classifica piloti (prime 5 posizioni)
| Pos. | Pilota          | Moto    |   |     |   |   |   |     |   |     |     |    |     |   |    |   |   | P.ti |
| ---- | --------------- | ------- | - | --- | - | - | - | --- | - | --- | --- | -- | --- | - | -- | - | - | ---- |
| 1    | Valentino Rossi | Aprilia | 1 | Rit | 1 | 1 | 2 | 1   | 1 | 1   | 1   | 1  | 1   | 3 | 1  | 1 | 6 | 321  |
| 2    | Noboru Ueda     | Honda   | 3 | 1   | 2 | 4 | 1 | Rit | 4 | 5   | Rit | 2  | 3   | 1 | 3  | 4 | 1 | 238  |
| 3    | Tomomi Manako   | Honda   | 7 | 12  | 5 | 5 | 3 | 2   | 2 | 2   | Rit | 4  | 8   | 2 | 5  | 5 | 3 | 190  |
| 4    | Kazuto Sakata   | Aprilia | 2 | 2   | 7 | 6 | 6 | Rit | 3 | 3   | Rit | 5  | Rit | 9 | 2  | 2 | 2 | 179  |
| 5    | Masaki Tokudome | Aprilia | 5 | 13  | 4 | 7 | 5 |     | 7 | Rit | 9   | 10 | 2   | 8 | 11 | 6 | 8 | 120  |
| Pos. | Pilota          | Moto    |   |     |   |   |   |     |   |     |     |    |     |   |    |   |   | P.ti |

| Legenda                                                                        | 1º posto        | 2º posto        | 3º posto | A punti      | Senza punti        | Grassetto=Pole position Corsivo=Giro più veloce |
| Legenda                                                                        | Gara non valida | Non qualificato | Ritirato | Squalificato | "-" Dato non disp. | Grassetto=Pole position Corsivo=Giro più veloce |
| Fonte dei dati: motogp.com, racingmemo.free.fr, autosport.com, jumpingjack.nl. |                 |                 |          |              |                    |                                                 |

Classifica costruttori
| Pos | Costruttore |   |   |    |    |   |   |   |   |   |   |   |    |    |   |    | P.ti |
| --- | ----------- | - | - | -- | -- | - | - | - | - | - | - | - | -- | -- | - | -- | ---- |
| 1   | Aprilia     | 1 | 2 | 1  | 1  | 2 | 1 | 1 | 1 | 1 | 1 | 1 | 3  | 1  | 1 | 2  | 351  |
| 2   | Honda       | 3 | 1 | 2  | 4  | 1 | 2 | 2 | 2 | 4 | 2 | 3 | 1  | 3  | 4 | 1  | 287  |
| 3   | Yamaha      | 8 | 6 | 10 | 10 | 7 | 4 | 5 | 8 | 2 | 3 | 6 | 10 | 13 | 8 | 11 | 139  |
| Pos | Costruttore |   |   |    |    |   |   |   |   |   |   |   |    |    |   |    | P.ti |